# عنکبوت (فیلم ۱۳۹۸)
عنکبوت یک فیلم ایرانی به کارگردانی ابراهیم ایرج‌زاد، نویسندگی اکتای براهنی و تهیه‌کنندگی جواد نوروزبیگی محصول سال ۱۳۹۸ است. داستان این فیلم در مورد قاتل سریالی ایرانی سعید حنایی است که ملقب به قاتل عنکبوتی بود.
عنکبوت در نخستین حضور جهانی‌اش از تاریخ ۱۶ تا ۲۵ مهر ۱۳۹۹ در جشنوارهٔ بوسان به نمایش درآمد.

## خلاصه داستان
سعید حنایی (با بازی تنابنده) مردی چهل ساله است. یک روز همسرش با راننده‌ای مواجه می‌شود که او را روسپی می‌پندارد. سعید غرق در خشم به دنبال انتقام است. با این کار او با برخوردهای بدی مختلف مواجه می‌شود و هر بار بدتر از آن بیرون می‌آید. سپس زنان فاحشه را ریشه همه بدی‌ها می‌بیند و تصمیم می‌گیرد با از بین بردن فاحشه‌ها جامعه را از شر گناه و فساد خلاص کند. ولی روسپی‌هایی که او حذف می‌کند، 

## بازیگران
| بازیگر           | نقش                |
| ---------------- | ------------------ |
| محسن تنابنده     | سعید حنايي         |
| ساره بیات        | زهرا (همسر سعید)   |
| شیرین یزدان بخش  | مادر سعید          |
| ماهور الوند      | افسانه             |
| فرید سجادی حسینی | پدرزن سعید         |
| گلنوش قهرمانی    | مژگان              |
| علی باقری        | موتور ساز          |
| مهدی حسینی نیا   | راننده تاکسی       |
| سید جواد یحیوی   | قاضی               |
| آتیه جاوید       | سکینه              |
| مهدخت مولایی     | فریبا              |
| سحر عبداللهی     | قربانی             |
| حمیدرضا هدایتی   | برادر سعید         |
| نیوشا علیپور     | فاطمه (دختر سعید)  |
| یوسف خسروی       | مجتبی (پسر سعید)   |
| میثم دامن زه     | رحمان (همکار سعید) |